# Melanoma uveal
El melanoma uveal es el tumor maligno más frecuente del ojo.

## Localización
El melanoma uveal puede afectar a cualquiera de las tres partes que forman la Úvea: Iris, cuerpo ciliar y coroides. Cuando se localiza en coroides se llama también melanoma de coroides, siendo esta presentación la más habitual pues corresponde al 81% de los casos.

## Cuadro clínico
Los síntomas más frecuentes son perdida de la agudeza visual y defectos en el campo de visión. Puede sospecharse su presencia por los síntomas, aunque lo habitual es que se diagnostique al realizar una exploración del fondo de ojo con lámpara de hendidura u oftalmoscopio y comprobar que existe una masa intraocular.

## Pronóstico
Puede tener graves repercusiones sobre la capacidad visual y a veces es precisa la extirpación completa del globo ocular (enucleación ocular) para lograr la curación. Además tiene la capacidad de diseminarse a distancia y producir metástasis que afectan a otros órganos, por lo que es potencialmente mortal.